# Emma Liaño Martínez
Emma Liaño Martínez   (Saragossa, 4 d'abril de 1946) és historiadora de l’art, especialitzada en arquitectura i escultura gòtica i escultura renaixentista.
Llicenciada en filosofia i lletres (secció d'Història), es doctora a la Universitat de Barcelona amb la tesi Arquitectura gòtica en la provincia de Tarragona: Campo de Tarragona y Conca de Barbarà (1977), dirigida per Santiago Alcolea. Ha exercit la docència a la Universitat de Cergy-Pontoise i de la Universitat Rovira i Virgili, on és catedràtica emèrita en històrica de l’art. També ha format part del Grup de Recerca Consolidat en Estudis Medievals «Espai, Poder i Cultura».
Entre altres objectes d’estudi, ha publicat articles sobre la catedral de Tarragona, els monestirs de Poblet i Santes Creus, la parroquial de Reus, el castell de Montsó, les esglésies de Santa Coloma de Queralt, i nombrosos articles sobre artistes gòtics: Jordi de Déu, Pere Johan, Aloi de Montbrai, Reinard de Fonoll, Guerau Gener o Damià Forment.

## Llibres publicats
Liaño ha publicat les següents obres:
- Inventario artístico de Tarragona y su provincia. Madrid, 1983.
- Vila-seca i Salou: el seu monumental. Vila-seca 1984.
- La portada principal de la catedral de Tarragona y su programa iconográfico. Tarragona, 1989
- La prioral de Sant Pere de Reus. El último gótico ante la llegada del Renacimiento. Tarragona, 1992
- Puer natus: l’art de Nadal a les nostres comarques (en coautoria amb Fina Grau). Reus, 1993
- El despertar de Europa. La pintura románica, primer lenguaje común europeo. Siglos XI-XIII (en coautoria amb Joan Sureda). Madrid, 1998
- Gótico: el arte (en coautoria amb María Luisa Melero). Madrid, 2003.
- Poblet: el retablo de Damián Formet. Vímbodi i Poblet, 2007.
- Catedrales de España. Madrid, 2012